# Sikorsky Cypher
Sikorsky Cypher và Cypher II là những loại phương tiện bay không người lái được phát triển bởi hãng Sikorsky Aircraft. Chúng là máy bay cất cánh và hạ cánh thẳng đứng sử dụng hai rotor đối diện được bao bọc trong một tấm màng tròn để đẩy.

## Thiết kế và phát triển

### Cypher
Vào cuối những năm 1980, Sikorsky Aircraft đã cho bay một chiếc UAV nhỏ tên là "Cypher", với các rotor đồng trục bên trong một khung máy bay hình xuyến. Tấm màng hình xuyến được cải thiện vận hành an toàn và giúp tăng lực nâng. Mẫu concept gốc đầu tiên của Cypher có đường kính 1,75 mét (5,75 feet) và cao 55 cm (1,8 feet), nặng 20 kg (43 pound), và lần đầu tiên cất cánh vào mùa hè năm 1988. Thiết kế này được cung cấp bởi động cơ bốn thì, 2,85 mã lực (3,8 mã lực) và được gắn trên xe tải để thử nghiệm bay về phía trước. Từ đó mới dẫn đến một nguyên mẫu Cypher có chuyến bay thực sự nặng 110 kg (240 pound), có đường kính 1,9 mét (6,2 feet) và được trang bị động cơ Wankel nhỏ gọn, công suất 40 kW (53 hp).
Sau chuyến bay tự do ban đầu vào năm 1993, nguyên mẫu Cypher đã được sử dụng trong các cuộc thử nghiệm và trình diễn trong hầu hết những năm 1990, cuối cùng dẫn đến một thiết kế thế hệ tiếp theo, Cypher II, một đối thủ trong cuộc thi VT-UAV của Hải quân Mỹ.
Nguyên mẫu duy nhất cất cánh lần đầu tiên vào tháng 4 năm 1992 và bay không giới hạn vào năm 1993. Kể từ đó, hơn 550 chuyến bay trình diễn đã được thực hiện dành cho chính phủ Mỹ. Cypher có thể mang gói cảm biến trên các thanh chống phía trên thân tàu hoặc có thể vận chuyển tải trọng nặng tới 50 lb (23 kg).

### Cypher II
Hai nguyên mẫu Cypher II đã được chế tạo cho Thủy quân lục chiến Mỹ, gọi đó là "Chiến binh Rồng". Cypher II có kích thước tương tự người tiền nhiệm của nó, nhưng có một cánh quạt đẩy thêm vào rotor và có thể được trang bị cánh cho các nhiệm vụ trinh sát tầm xa. Trong hình thể có cánh này, Cypher II có tầm bắn trên 185 km (115 dặm) và tốc độ tối đa 230 km/h (145 mph). Không rõ liệu Cypher sẽ đi vào sản xuất hay không.

## Tính năng kỹ chiến thuật (Cypher)
Đặc điểm tổng quát
- Kíp lái: không có
- Sức chứa: 50 lb (23 kg)
- Chiều dài: 6 ft 2 in (1.88 m)
- Sải cánh: 4 ft 0 in (1.22 m)
- Chiều cao: 2 ft 0 in (0.61 m)
- Diện tích cánh: 25.2 ft2 (2.4 m²)
- Trọng lượng có tải: 264 lb (120 kg)
- Trọng lượng cất cánh tối đa: 300-340 lb (136-154 kg)

 Hiệu suất bay 
- Vận tốc cực đại: 52 knots (60 mph, 97 km/h)
- Tầm bay: 49-67 nm (56-77 mi, 90-125 km) tùy theo mẫu
- Trần bay: 8,000 ft (2,440 m)
- Tải trên cánh: 9.9 lb/ft2 (47.5 kg/m²)
- Độ bền: 2-3 tiếng

Hệ thống điện tử

- EO, FLIR, radar nhỏ, máy dò hóa học và từ kế, rơle vô tuyến và tải trọng không sát thương